# Municipio de Jamay
El municipio de Jamay es uno de los 125 municipios en que se encuentra dividido el estado mexicano de Jalisco. Se encuentra al este del estado, en la ribera del lago de Chapala

## Descripción geográfica
El municipio de Jamay se localiza en la región Ciénega del estado de Jalisco. Sus municipios colindantes son Ocotlán y La Barca. Se encuentra en el extremo este del Lago de Chapala en los límites con el estado de Michoacán. Tiene una extensión territorial de 150.96 kilómetros cuadrados.
El municipio de Jamay limita noroeste y norte con el municipio de Ocotlán, al oeste con el municipio de Poncitlán a través del lecho del Lago de Chapala y al este con el municipio de La Barca; finalmente al sureste con el municipio de Briseñas del estado de Michoacán.

## Medio físico
El 87.4% del municipio tiene terrenos planos, es decir, con pendientes menores a 5°. La roca predominante son suelos aluviales (69.4%) formados por el depósito de materiales sueltos, provenientes de rocas preexistentes, que han sido transportados por corrientes superficiales de agua y El suelo predominante es el vertisol (96.8%), tienen estructura masiva y alto contenido de arcilla. La agricultura (84.8%) es el uso de suelo dominante en el municipio.
El territorio está conformado por terrenos que pertenecen al período cuaternario.
Si se exceptúa la zona donde se localiza el cerro de El Gomeño, la superficie en general del municipio es plana, presentándose elevaciones que van de los 1,550 a los 1,600 metros sobre el nivel del mar y en las zonas accidentadas elevaciones de 1,600 a 1,900 metros sobre el nivel del mar.

### Clima, temperatura y precipitación
El municipio de Jamay (100%) tiene clima semicálido semihúmedo. La temperatura media anual es de 17.6 °C, mientras que sus máximas y mínimas promedio oscilan entre 29.1 °C y 9.4 °C respectivamente. La precipitación media anual es de 802 mm. El régimen de lluvias en los meses de junio y julio. Los vientos dominantes son en dirección este. El promedio de días con heladas al año es de 4,8.

### Hidrografía
Los tipos de recursos hídricos del municipio están constituidos por aguas subterráneas, ríos y lagos. El territorio está ubicado dentro de 4 acuíferos de los cuales el 100.0% no tienen disponibilidad y el 0.0% se encuentra con disponibilidad de agua subterránea.
El territorio municipal está dentro de las cuencas Río Lerma 7, Río Zula de las cuales el 0.0% tienen disponibilidad y el 99.9% presentan déficit de disponibilidad de agua superficial.
Sus recursos hidrológicos son proporcionados por el río Santiago, la Laguna de Chapala y por algunos arroyos muy pequeños que solo se forman en época de lluvias. El municipio tiene además el sistema de riego por bombeo que extrae el agua del río Lerma, y hay algunos almacenamientos.

## Flora y fauna
Su vegetación se compone básicamente de encino y mezquite. Las zonas boscosas son pequeñas, existiendo solo en las faldas de cerros y algunas lomas del norte del municipio.
La fauna la componen especies como venado, conejo, ardilla y algunos reptiles, insectos y arácnidos. En la laguna de Chapala existen varias especies de aves y de peces.

## Áreas naturales protegidas
Jamay alberga 1 área natural protegida con una superficie de 249.64 hectáreas (ha) lo que representa el 1.7% de todo el territorio municipal. Además, se cuenta con 2.1% de humedales y 12.3% de sitios ramsar o humedales de importancia internacional. El ANP lleva por nombre  Sierra Cóndiro - Canales y Cerro San Miguel Chiquihuitillo.

## Sequía
A nivel municipal la sequía extrema es la que tiene una mayor distribución con un 41.5%, siguiendo, le siguen la severa, moderada y excepcional con 23, 16 y 9 por ciento respectivamente.

## Demografía y localidades
El municipio de Jamay pertenece a la Región Ciénega, según el censo de Población y Vivienda 2020, su población en ese año era de 24,894 personas; de las cuales el 50.1 por ciento eran hombres y 49.9 por ciento mujeres.  Comparando este volumen poblacional con el del año 2015 (24,756 habitantes), se observa que la población municipal aumentó un 0.57 por ciento en cinco años.

### Localidades
En 2020 Jamay contaba con 19 localidades, de éstas, 2 eran de dos viviendas y 10 de una. La localidad de Jamay era la más poblada, con 18,607 personas, que representaban el 74.7% de la población del municipio; le seguía San Miguel de la Paz con el 11.7%, San Agustín con el 8.5%, La Maltaraña (La Palmita) con el 2.6% y UHTR con el 2.2% del total municipal.
| Código INEGI      | Localidad            | Población (2020) |
| ----------------- | -------------------- | ---------------- |
| 140470001         | Jamay                | 18 607           |
| 140470005         | San Miguel de la Paz | 2 912            |
| 140470004         | San Agustín          | 2 121            |
| Otras localidades | Otras localidades    | 1 254            |
| Total municipal   | Total municipal      | 24 894           |

## Infraestructura
El municipio cuenta con 16 servicios públicos, de los cuales destacan 25 escuelas, seguido de 12 instalaciones deportivas o recreación y templos con 12.

### Salud
De acuerdo con los registros de la secretaría de salud, en el municipio se encuentran 7 unidades de servicio de salud como lo son consultorios, hospitales generales y especializados, oficinas administrativas, farmacias, laboratorios, unidades de medicina familiar, de especialidades médicas y móviles. De las cuales 5 corresponden a la Secretaría de Salud (SSJ), 1 unidad de salud es del Instituto Mexicano del Seguro Social (IMSS).

## Migración
El índice de intensidad migratoria se ubicó en 61.92, representando un grado de intensidad migratoria Medio

## Pobreza por carencia social
Respecto a las carencias sociales en 2020, destaca que el indicador de carencia por acceso a la seguridad social es el acceso a la seguridad social, con un 61.6 por ciento, que en términos absolutos representa 14,410 habitantes. En contraste, el que menos proporción de población presentó fue el de acceso a los servicios básicos en la vivienda, con el 4.2 por ciento. Otros indicadores como acceso a servicios de salud, rezago educativo, acceso a la alimentación, así como calidad y espacio de la vivienda, con el 32, 20, 14 y 9 por ciento respectivamente.

## Economía y empleo
Conforme a la información del Directorio Estadístico Nacional de Unidades Económicas (DENUE) de INEGI, el municipio de Jamay cuenta con 1,393 unidades económicas al mes de mayo de 2024 y su distribución por sectores revela un predominio de establecimientos dedicados a Comercio, siendo estos el 47.6% del total en el municipio.

### Empleos
Para junio de 2024 el IMSS reportó un total de 1,366 trabajadores asegurados, lo que representó para el municipio de Jamay un incremento anual de 65 trabajadores en comparación con el mismo mes de 2023, debido al alza del registro de empleo formal de algunos de sus grupos económicos principalmente el de Compraventa de alimentos, bebidas y productos del tabaco. En función de los registros del IMSS el grupo económico que más empleos presentó dentro del municipio de Jamay fue el de Fabricación de alimentos, ya que en junio de 2024 registró un total de 189 trabajadores concentrando el 13.84% del total de asegurados en el municipio. El segundo grupo económico con más trabajadores asegurados fue el de Compraventa de alimentos, bebidas y productos del tabaco, que para junio de 2024 registró 178 trabajadores asegurados que representan el 13.03% del total de trabajadores asegurados a dicha fecha. El tercer grupo con mayon número de trabajadores registrados es el de Fabricación y reparación de muebles de madera y sus partes; excepto los de metal y plástico moldeado con un 11.42%.

## Índice de desarrollo municipal
Jamay obtiene un desarrollo institucional Muy Alto con un IDM-I de 71.1

## Promedio mensual de carpetas de investigación abiertas
Durante el periodo junio de 2023-mayo de 2024, se abrieron un total de 217 carpetas de investigación con un promedio mensual de 18 carpetas abiertas en donde el delito más investigado fue el de lesiones culposas.

## Política

### Representación legislativa
Para la elección de diputados locales al Congreso de Jalisco y de diputados federales a la Cámara de Diputados federal, el municipio de Jamay se encuentra integrado en los siguientes distritos electorales:
Local:
- Distrito electoral local de 15 de Jalisco con cabecera en La Barca.[6]

Federal:
- Distrito electoral federal 15 de Jalisco con cabecera en La Barca.[7]